# 德永壽昌
德永壽昌（日语：／ Tokunaga Nagamasa，1549年—1612年8月6日），是日本戰國時代的武將，美濃國高須藩初代藩主。

## 生平
德永壽昌出生於近江國，出仕於織田家武將柴田勝家的養子柴田勝豐，在賤岳之戰中從屬於豐臣秀吉，在柴田勝豐死後又成為豐臣秀次的家臣，在美濃松木島獲得兩萬石的領地，後來有加封一萬石，領地達三萬石。
在豐臣秀次被秀吉處死後，其妻小一度交由德永壽昌進行軟禁。慶長3年（1598年），豐臣秀吉過世，德永壽昌跟宮木豐盛被前田利家跟德川家康任命為使者前往朝鮮，召回參加萬曆朝鮮之役的日軍將領。
慶長5年（1600年），德永壽昌在關原之戰加入東軍，參與進攻高須城、駒野城等戰事，戰後因功加封兩萬石，領地達五萬石。
慶長17年（1612年）7月10日，德永壽昌過世，享年64歳，領地由長男昌重繼承。

## 外部鏈結
- 德永氏 （页面存档备份，存于）